# Middle East Broadcasting Center

MBC Group Logo

Das Middle East Broadcasting Center (MBC) ist ein saudischer Medienkonzern mit mehreren Hörfunk- und Fernsehsendern und einem Video-on-Demand-Dienst. MBC wurde am 18. September 1991 in London gegründet. An dem Tag ging das Unternehmen auch erstmals mit dem Sender MBC1 auf Sendung. Im Jahr 2002 verlagerte das Unternehmen seinen Sitz nach Dubai in die Dubai Media City. 2022 verlegte die Firma ihren Sitz wiederum nach Riad.
2023 ging das vom Bankrott bedrohte Medienunternehmen Vice eine Partnerschaft mit MBC ein.
Das Unternehmen MBC wurde von dem saudi-arabischen Unternehmer Waleed bin Ibrahim Al Ibrahim gegründet und geleitet.

## Sender
MBC betreibt eine ganze Reihe von Fernsehkanälen, die mittels Satellit auf der Arabischen Halbinsel und Nordafrika zu empfangen sind.
Fernsehsender
- MBC 1 ist ein arabischer Unterhaltungssender, der stündlich Nachrichten sendet. Der Sender strahlte für lange Jahre die arabischsprachige Version des britischen Fernsehquiz Who Wants to Be a Millionaire? und zusammen mit LBC die Show Arab Idol (Arabische Version von US Idol) aus. Hier läuft auch der Wettbewerb Arabs Got Talent.
- MBC 2 sendet überwiegend Filme
- MBC 3 Cartoons.
- MBC 4 ist der US-amerikanische Show- und Serienkanal und Filme Unterhaltungsshows im Original mit arabischen Untertiteln und Kinderprogramme. Hier läuft auch der Wettbewerb Miss Farah (Arabische Version von Jane the Virgin) aus.
- MBC 5 ist der nordafrikanische (Marokko, Ägypten, Algerien, Tunesien) Ableger. Es werden vor allem Dramen gezeigt.
- MBC Action sendet überwiegend US-amerikanische Filme und Unterhaltungsshows im Original mit arabischen Untertiteln.
- Al-Arabiya ist ein 24-stündiger Nachrichtenkanal in arabischer Sprache.

Aufgrund der Ausstrahlung von Hollywood Produktionen in Originalsprache sind die MBC Programme überaus beliebt in Touristenunterkünften rund um das Mittelmeer.
Radiosender
- MBC FM ist ein arabischsprachiger Unterhaltungs-Radiosender
- Panorama FM ein arabischsprachiger Musik-Radiosender.